# حرب المورمون 1838

صورة جغرافية لمنطقة المورمون

كانت حرب المورمون في 1838، المعروفة أيضًا باسم حرب مورومون ميزوري، صراعًا بين المورمون وغير المورمون في ميزوري من أغسطس حتى نوفمبر 1838، وهي أولى «حروب المورمون» الثلاث.
هاجر أعضاء من حركة قديسو الأيام الأخيرة، التي أسسها جوزيف سميث، تدريجيًا من نيويورك إلى شمال غرب ميزوري منذ 1831، واستوطنوا في مقاطعة جاكسون بشكل رئيسي، حيث أدت التوترات مع السكان من غير المورمون إلى حوادث من العنف المعادي للمورمون. طُرد المورمون من مقاطعة جاكسون في 1833 وأُعيد توطينهم في مقاطعات جديدة قريبة، حيث تصاعدت التوترات مجددًا واستؤنفت محاولات طردهم. في 6 أغسطس 1838، بدأت الحرب عقب مشاجرة خلال انتخابات في غالاتين ما أدى إلى زيادة العنف المنظم بين المورمون وغير المورمون الذين دعمتهم ميليشيا ميزوري التطوعية في شمال غرب ميزوري. أدت معركة نهر كروكيد في أواخر أكتوبر إلى قيام ليلبورن بوغز، حاكم ميزوري، بإصدار أمر ميزوري التنفيذي رقم 44 الذي يأمر المورمون بمغادرة ميزوري أو أنهم سيُقتلون. في 1 نوفمبر 1838، استسلم سميث في فار ويست، وهي مقر الكنيسة، ما أنهى الحرب. أُدين سميث بخيانة الوطن لكنه هرب من الحجز وفر إلى إلينوي مع ما تبقى من مورمون ميزوري المقدر عددهم بنحو 10,000، وأنشؤوا مستوطنة ناوفو الجديدة.
قُتل 22 شخصًا خلال الصراع (3 من المورمون وشخص واحد من غير المورمون في معركة كروكيد كريد وسجين من المورمون كان مصابًا بجروح قاتلة خلال احتجازه و17 من المورمون في هونز ميل)، ومات عدد مجهول من غير المقاتلين بسبب العناء والمشقة بعد طردهم من منازلهم في ميزوري. وقعت جميع الصراعات في حرب المورمون في ممر من 100 ميل (160 كيلومتر) إلى الشرق والشمال الشرقي من كانساس سيتي.

## الخلفية
صرح سميث بعد فترة وجيزة مما يعتبره المورمون استعادة الإنجيل في 1830 أنه قد جاءه الوحي بأن المجيء الثاني للمسيح كان قريبًا وأن مدينة صهيون ستكون بالقرب من بلدة إنديبندنس في مقاطعة جاكسون في ميزوري وأنه مُقدر لأتباعه أن يرثوا الأرض التي يمتلكها المستوطنون الحاليون.
«إذا كنتم مؤمنين، فستجتمعون معًا لتبتهجوا بأرض ميزوري، والتي هي أرض ميراثكم، والتي هي الآن أرض أعدائكم».
بدأ أتباع سميث، المعروفون عمومًا باسم المورمون، بالاستيطان في مقاطعة جاكسون في 1831 بهدف «بناء» مدينة صهيون. تصاعدت التوترات بين مجتمع المورمون المتنامي بسرعة والمستوطنين الأوائل لعدة أسباب:
- كان المورمون يؤمنون –بعد وحي مسجل في 6 يونيو 1831– أنهم إذا كانوا صالحين فإنهم سيرثون الأرض التي يمتلكها آخرون («التي هي الآن أرض أعدائكم») في ميزوري.[5]
- سمح تماسك المورمون الاقتصادي لهم بالسيطرة على الاقتصادات المحلية.[6][7]
- كانوا يؤمنون بأن الأمريكيين الأصليين هم أحفاد بني إسرائيل وبشروا بينهم على نطاق واسع.[8]
- أتى معظم مهاجري المورمون إلى ميزوري (والتي كانت ولاية عبيد آنذاك) من المناطق التي كانت متعاطفة مع الإبطالية.[9][10]

أدت هذه التوترات إلى مضايقات وعنف غوغائي ضد المستوطنين المورمون. في أكتوبر 1833، طرد الغوغاء المعادون للمورمون المورمون من مقاطعة جاكسون.

في ذلك الوقت، استخدم معارضو المورمون نمطًا سيُكرر أربع مرات، وبلغ ذروته في طرد المورمون من الولاية بأكملها. كان ليلبورن بوغز، بصفته أحد سكان مقاطعة جاكسون ونائبًا للحاكم، بمركز يسمح له بالمراقبة والمساعدة في تنفيذ التكتيكات التي وصفها أحد المؤرخين المورمون:
«في 1833، رأى بوغز بشكل سلبي قادة المجتمع ومسؤوليه يوقعون مطالب بانسحاب المورمون، ثم يفرضون عقدًا تحت تهديد السلاح للتخلي عن المقاطعة قبل زراعة الربيع ... حُققت أهداف معاداة المورمون من خلال عدة مراحل بسيطة. سمح الشلل التنفيذي بالإرهاب، والذي أجبر بدوره المورمون على الدفاع عن النفس، ووُصف على الفور بأنه «تمرد» أخمدته الميليشيا المفعلة في المقاطعة. بمجرد أن نُزع سلاح قديسو الأيام الأخيرة، زارت فرق الخيالة مستوطنات المورمون وقامت بما يكفي من التهديد والضرب وتدمير المنازل لإجبارهم على الفرار».
بعد أن حُرموا من منازلهم وممتلكاتهم بالقوة، استوطن قديسو الأيام الأخيرة مؤقتًا المنطقة المحيطة بمقاطعة جاكسون، وخاصة مقاطعة كلاي.
فشلت عرائض ودعاوى المورمون بتحقيق الرضا: رفض غير المورمون في جاكسون السماح للمورمون بالعودة ورُفض تعويض الممتلكات المصادرة والمتضررة. في 1834، حاول المورمون العودة إلى مقاطعة جاكسون بحملة شبه عسكرية تُعرف باسم معسكر صهيون، لكن هذه المحاولة فشلت أيضًا عندما فشل الحاكم بتقديم الدعم المتوقع.
واصل معتنقو المورمونية الجدد الانتقال إلى ميزوري واستيطان مقاطعة كلاي. تصاعدت التوترات في مقاطعة كلاي مع تزايد تعداد المورمون. في محاولة للحفاظ على السلام، دفع أليكساندر ويليام دونيفان قانونًا عبر سلطة ميزوري التشريعية والذي أُنشئت من خلاله مقاطعة كالدويل في ميزوري، تحديدًا بهدف استيطان المورمون في 1836. كان المورمون قد بدؤوا بالفعل بشراء الأرض في مقاطعة كالدويل المقترحة، بما في ذلك مناطق كانت مقتطعة لتُصبح أجزاءً من مقاطعتي راي ودافيز. أسسوا أيضًا بلدة فار ويست في مقاطعة كالدويل لتكون مقرهم في ميزوري.
بمجرد أن استقروا في مقاطعة خاصة بهم، مرت فترة من السلام النسبي. وفقًا لمقالة في إيلدرز جورنال– جريدة لقديسو الأيام الأخيرة كانت تُنشر في فار ويست – «القديسون هنا في سلام تام مع جميع السكان المحيطين بهم، ولا يُذكر الاضطهاد ولو مرة واحدة بينهم...»

يستذكر جون كوريل، أحد قادة المورمون:
«بدأت تُستعاد الصداقة بين (المورمون) وجيرانهم، وكان التحامل القديم يتلاشى بسرعة، وكانوا في حالة جيدة، حتى صيف 1838».

## انهيار التسوية في 1838
في 1837، أدت المشاكل في مقر الكنيسة في كيرتلاند بولاية أوهايو، المتركزة حول بنك جمعية السلامة في كيرتلاند، إلى الانقسام. انتقلت الكنيسة من كيرتلاند إلى فار ويست، التي أصبحت مقرها الجديد. ازداد استيطان المورمون مع تدفق مئات الأعضاء من كيرتلاند وأماكن أخرى إلى ميزوري. أنشأ المورمون مستعمرات جديدة خارج مقاطعة كالدويل، بما في ذلك آدم أوندي أهمان في مقاطعة دافيز ودي ويت في مقاطعة كارول.